# Symphylellopsis arvernorum
Symphylellopsis arvernorum är en mångfotingart som beskrevs av Ribaut. Symphylellopsis arvernorum ingår i släktet Symphylellopsis och familjen slankdvärgfotingar. Inga underarter finns listade i Catalogue of Life.